# エルマー・クリフトン
エルマー・クリフトン（Elmer Clifton, 1890年3月14日 - 1949年10月15日）は、アメリカ合衆国の映画監督、俳優、脚本家、映画プロデューサーである。エルマー・S・ポンド（Elmer S. Pond）、エルマー・ポンド（Elmer Pond）とも名乗った。

## 人物・来歴
1890年3月14日、アメリカ合衆国のイリノイ州シカゴに生まれる。
1912年、セリグ・ポリスコープに入社、同社が量産する短篇映画に出演する。1915年、自らの主演作で映画監督としてデビューする。1917年からは、ユニヴァーサル・フィルム・マニュファクチュアリング（現在のユニバーサル・ピクチャーズ）傘下のブルーバード映画で、A Stormy Knight 、『死の飛行』、『人罠』、『鉄の炎』、『悪霊』、『無言の罪』、『鷲』、『熱血の権威』の8作を監督し、7作が日本でも公開された。1919年、D・W・グリフィス監督の『バビロンの陥落』を最後に俳優業は廃業した。1920年、同監督の『東への道』ではB班監督・スタントを務め、リチャード・バーセルメスの代役、流氷上のリリアン・ギッシュの遠景での撮影では代役を務めている。
1940年代になると、「ポヴァティ・ロウ」と呼ばれる独立系プロダクションの一社・リパブリック・ピクチャーズで西部劇やスリラー映画を量産する監督となり、オリジナル・ストーリーや脚本を他の監督に提供した。
1949年10月15日、カリフォルニア州ロサンゼルス市で脳内出血により死去した。満59歳没。同州グレンデールにあるフォレスト・ローン・メモリアル・パークに眠る。

## おもなフィルモグラフィ
特筆のないものはすべて監督作である。
- The Lake of Dreams : 監督フレッド・ハントリー、1912年 - 出演
- An Assisted Elopement : 監督コリン・キャンベル、1912年 - 出演
- Getting Atmosphere : 監督・主演ホバート・ボスウォース、1912年 - 出演
- Atala : 監督・主演ホバート・ボスウォース、1912年 - 出演
- John Colter's Escape : 監督ホバート・ボスウォース、主演ハーバート・ローリンソン、1912年 - 出演
- John Barleycorn : 監督ホバート・ボスウォース / J・チャールズ・ヘイドン、1914年 - 主演・役 Jack, 3rd period
- Lest We Forget : 監督ジョン・B・オブライエン、1914年 - 主演
- Martin Eden : 監督ホバート・ボスウォース、1914年 - 出演・役 Cub reporter
- Burning Daylight: The Adventures of 'Burning Daylight' in Alaska : 監督・主演ホバート・ボスウォース、1914年 - 出演・役 Charley Bates
- The Widow's Children : 監督不明、1914年 - 出演・役 The Surveyor
- The Folly of Anne : 監督ジョン・B・オブライエン、1914年 - 出演
- The Sisters : 監督クリスティ・キャバンヌ、1914年 - 出演・役 Frank（Carol's country lover）
- A Question of Courage : 監督クリスティ・キャバンヌ、1914年 - 出演・役 Rebel - the Widow's Youngest Son
- In Wild Man's Land : 監督不明、1914年 - 主演
- A Lucky Disappointment : 監督アーサー・マックレー、1914年 - 出演・役 Jack Holt
- Vengeance Is Mine : 監督不明、1915年 - 出演
- The Love Pirate : 監督不明、1915年 - 出演・役 The Young Clubman
- The Double Deception : 監督不明、1915年 - 出演・役 Henry The Young Man
- 『國民の創生』 The Birth of a Nation : 監督D・W・グリフィス、1915年 - 助監督（ノンクレジット）・出演・役 Phil Stoneman
- The Fatal Black Bean : 監督ラオール・ウォルシュ、1915年 - 出演
- His Return : 監督ラオール・ウォルシュ、1915年 - 出演
- Only a Tramp : 監督不明、1915年 - 出演・役 The Travelling Man
- The Greaser : 監督ラオール・ウォルシュ、1915年 - 出演
- The Lost House : 監督クリスティ・キャバンヌ、1915年 - 出演・役 Cuthbert
- The Artist's Wife : 1915年 - 監督・出演・芸術家アデア役（監督デビュー）
- The Broken Toy : 監督ルーシャス・ヘンダーソン、1915年 - 出演・役 Ralph Hilton
- A Man for All That : 監督ラオール・ウォルシュ、1915年 - 出演・役 A Young Convict
- The Comeback : 監督ラオール・ウォルシュ、1915年 - 出演・役 Borden
- The Smuggler : 監督ラオール・ウォルシュ、1915年 - 出演
- Strathmore : 監督フランシス・J・グランドン、1915年 - ノンクレジット出演・役 Undetermined role
- The Hired Girl : 監督ロイド・イングレアム、1915年 - 出演
- The Fortification Plans : 監督ベン・F・ウィルソン、1915年 - 出演・役 Lieutenant Lydell
- The Fox Woman : 監督ロイド・イングレアム、1915年 - 出演・役 Marashida
- The Lily and the Rose : 監督ポール・パウエル、原作D・W・グリフィス、主演リリアン・ギッシュ、1915年 - 出演・役 Allison Edwards
- 『黒船組』 The Sable Lorcha : 監督ロイド・イングレアム、1915年 - 出演・役 Clyde
- The Missing Links : 監督ロイド・イングレアム、1916年 - 出演・役 Horace Gaylord
- Acquitted : 監督ポール・パウエル、1916年 - 出演・役 Ned Fowler
- The Little School Ma'am : 監督チェスター・M・フランクリン / シドニー・フランクリン、1916年 - 出演・役 Wilbur Howard
- 『イントレランス』 Intolerance: Love's Struggle Throughout the Ages : 監督D・W・グリフィス、1916年 - バビロン篇助監督（ノンクレジット）・出演・役 The Rhapsode（バビロン篇）
- The Old Folks at Home : 監督チェスター・ワージー、1916年 - 出演・役 Steve Coburn
- Nina, the Flower Girl : 監督ロイド・イングレアム、1917年 - 出演・役 Jimmie
- 『聟選び』 Her Official Fathers : 1917年
- 『宝石島』 The Flame of Youth : 1917年
- High Speed : 1917年
- 『深夜の人』 The Midnight Man : 1917年
- A Stormy Knight : 1917年
- 『死の飛行』 Flirting with Death : 1917年
- 『人罠』 The Man Trap : 1917年
- The High Sign : 1917年
- The Flash of Fate : 1918年
- 『鉄の炎』 Brace Up : 1918年 - 監督・原作
- 『悪霊』 The Two-Soul Woman : 1918年 - 監督・脚本
- 『無言の罪』 The Guilt of Silence : 1918年
- 『大突進』 Smashing Through : 1918年
- 『鷲』 The Eagle : 1918年
- 『熱血の権威』 Winner Takes All : 1918年
- 『名物女』 Battling Jane : 1918年
- 『握手反目』 Kiss or Kill : 1918年 - 監督・脚本
- 『鬼のはにかみ』 The Hope Chest : 1918年
- 『ブーツ』 Boots : 1919年
- 『感化院の娘』 Peppy Polly : 1919年
- 『何処までも』 I'll Get Him Yet : 1919年
- 『鉄火のネル』 Nugget Nell : 1919年
- Nobody Home : 1919年
- Turning the Tables : 1919年
- 『バビロンの陥落』 The Fall of Babylon : 監督D・W・グリフィス、1919年 - 出演・役 The Rhapsode
- 『東への道』 Way Down East : 監督D・W・グリフィス、1920年 - 協力監督・B班監督・スタント（リチャード・バーセルメス代役、流氷上のリリアン・ギッシュのロングショット代役）
- 『妙計大当り』 Mary Ellen Comes to Town : 1920年
- 『船に打ち乗り海原指して』 Down to the Sea in Ships : 1922年 - 監督・プレゼンター・プロデューサー
- 『文明病』 Six Cylinder Love : 1923年
- 『自由の旗風』 The Warrens of Virginia : 1924年
- 『暗夜の信号』 Daughters of the Night : 1924年
- The Truth About Men : 1926年
- Wives at Auction : 1926年 - 監督・原作
- The Wreck of the Hesperus : 1927年
- The Bride of the Colorado : 1928年
- 『隼コーラン』 Let 'Er Go Gallegher : 1928年
- Beautiful But Dumb : 1928年
- 『処女の唇』 Virgin Lips : 1928年
- Tropical Nights : 1928年
- The Devil's Apple Tree : 1929年
- Maid to Order : 1931年
- Flame of the Pacific : 監督不明、語りゲイン・ホイットマン、ドキュメンタリー映画、1934年 - プレゼンター
- Rough Riding Ranger : 1935年 - 監督・原作・脚本
- Pals of the Range : 1935年 - 監督・脚本
- Cyclone of the Saddle : 1935年 - 監督・脚本
- Fighting Caballero : 1935年 - 監督・原作・台詞
- Captured in Chinatown : 1935年 - 監督・コンテ・台詞
- Rip Roaring Riley : 1935年
- Skull and Crown : 1935年
- 『魔の毒矢』（別題『カスターの最後の抵抗』） Custer's Last Stand : 1936年
- Wolves of the Sea : 1936年 - 監督・原作・脚本
- Wildcat Trooper : 1936年
- Gambling with Souls : 1936年
- Death in the Air : 1936年
- Ten Laps to Go : 1936年
- Assassin of Youth : 1937年 - 監督・原作・脚本・アソシエイトプロデューサー
- Mile a Minute Love : 1937年
- Slaves in Bondage : 1937年
- 『魔炎島滅亡記』 The Secret of Treasure Island : 1938年 - 監督・脚本
- Paroled from the Big House : 1938年
- The Stranger from Arizona : 1938年
- Law of the Texan : 1938年
- California Frontier : 1938年
- Crashing Thru : 1939年
- Isle of Destiny : 1940年
- West of Pinto Basin : 監督S・ロイ・ルビー、1940年 - 原作
- Trail of the Silver Spurs : 監督S・ロイ・ルビー、1941年 - 原作
- City of Missing Girls : 1941年 - 監督・原作
- 『三面記事の女』 I'll Sell My Life : 1941年 - 監督・脚本
- Hard Guy : 1941年
- Swamp Woman : 1941年
- 『テキサスの無法者』 Deep in the Heart of Texas : 1942年
- The Sundown Kid : 1942年
- The Old Chisholm Trail : 1942年 - 監督・脚本
- The Rangers Take Over : 監督アルバート・ハーマン、1942年 - 脚本
- The Blocked Trail : 1943年
- Days of Old Cheyenne : 1943年
- Bad Men of Thunder Gap : 監督アルバート・ハーマン、1943年 - 原作・脚本
- Cheyenne Roundup : 監督レイ・テイラー、1943年 - 原作・脚本
- 『覆面の男』 Raiders of San Joaquin : 監督ルイス・D・コリンズ、1943年 - 脚本
- Frontier Law : 1943年 - 監督・原作・脚本
- Return of the Rangers : 1943年 - 監督・脚本
- Boss of Rawhide : 1943年 - 監督・原作・脚本
- Captain America : 1944年
- Outlaw Roundup : 監督ハリー・L・フレイザー、1944年 - 原作・脚本
- Guns of the Law : 1944年 - 監督・原作・脚本
- The Pinto Bandit : 1944年 - 監督・原作・脚本
- Spook Town : 1944年 - 監督・脚本
- Dead or Alive : 1944年
- The Whispering Skull : 1944年
- Teen Age : 監督リチャード・レストランジ、1944年 - 原作・脚本・アーカイヴフッテージ監督
- Seven Doors to Death : 1944年 - 監督・脚本
- Brand of the Devil : 監督ハリー・L・フレイザー、1944年 - 原作・脚本
- Gunsmoke Mesa : 監督ハリー・L・フレイザー、1944年 - 原作・脚本
- Gangsters of the Frontier : 1944年 - 監督・原作・脚本
- Youth Aflame : 1944年 - 監督・脚本
- Lightning Raiders : 監督サム・ニューフィールド、1945年 - 原作
- Marked for Murder : 1945年 - 監督・原作・脚本
- Three in the Saddle : 監督ハリー・L・フレイザー、1945年 - 原作・脚本
- Frontier Fugitives : 監督ハリー・L・フレイザー、1945年 - 原作・脚本
- Ambush Trail : 監督ハリー・L・フレイザー、1946年 - 原作・脚本
- Swing, Cowboy, Swing : 1946年 - 監督・原作・脚本
- Outlaws of the Plains : 監督サム・ニューフィールド、1946年 - 原作
- Song of the Sierras : 監督オリヴァー・ドレイク、1946年 - 脚本
- Rainbow Over the Rockies : 監督オリヴァー・ドレイク、1947年 - 脚本
- West to Glory : 監督レイ・テイラー、1947年 - 原作・脚本
- Sunset Carson Rides Again : 監督オリヴァー・ドレイク、1948年 - 原作・脚本
- Quick on the Trigger : 監督レイ・ナザロ、1948年 - 原作・脚本
- The Judge : 1949年 - 監督・脚本
- Not Wanted : 1949年
- Red Rock Outlaw : 1950年 - 監督・プロデューサー・脚本「エルマー・ポンド」名義
- The Kid from Gower Gulch : 監督オリヴァー・ドレイク、1950年 - アソシエイトプロデューサー・脚本「エルマー・ポンド」名義
- The Silver Bandit : 1950年 - 監督・原作・脚本「エルマー・S・ポンド」名義
- Outcasts of Black Mesa : 監督レイ・ナザロ、1950年 - 原作

## 註
1. 1 2 3 4 5 6 7 8 9 10 11  Elmer Clifton, Internet Movie Database （英語）, 2010年4月27日閲覧。
2. ↑  『ブルーバード映画の記録』 : 製作・著・発行山中十志雄・塚田嘉信、1984年4月、p.60-63.
3. ↑  Elmer Clifton, Find A Grave （英語）, 2010年4月27日閲覧。